# Casa Gispert Saüch
Casa Gispert Saüch és una obra de Rafael Masó de Girona inclosa a l'Inventari del Patrimoni Arquitectònic de Catalunya. Aquest edifici culmina la sèrie d'obres que l'arquitecte va fer durant la Mancomunitat.

## Descripció
Casa de planta baixa i tres pisos, el darrer forma una galeria seguida. Emplaçat en un xamfrà, el disseny d'aquest habitatge emfatitza la cantonada com a element definidor de la façana, tractada amb superfícies planes i una composició vertical de les obertures. Els murs estan arrebossats amb la presència de detalls ceràmics que combinats amb les finestres en reforcen la verticalitat. De la coberta, a quatre vessants, destaca un ampli ràfec d'aspecte flotant per les quatre pilastres que suporten la teulada. L'obra sintetitza molt clarament l'arquitectura europea més significativa del moment, encara que es manté dins del Noucentisme.